# Kārlis Zāle
Kārlis Zāle (født 28. oktober 1888 i Mažeikiai, død 19. februar 1942 i Inčukalns) var en lettisk skulptør, hvis kendteste værker er udformningen af Frihedsmonumentet og Brødrekirkegården i Riga, hovedstaden i Letland.
Zāle fik sin professionelle uddannelse i Rusland, først i Kazan, siden Moskva og Petrograd, og i 1921 drog han til Berlin, hvor han oplevede ekspressionismens og konstruktivismens opblomstring.
I 1923 vendte Zāle hjem til Riga, hvor han påbegyndte arbejdet med ensemblet på Brødrekirkegården. Dette gjorde han sammen med arkitekterne Andrejs Zeidaks, Pēteris Feders og Aleksandrs Birzenieks. Ensemblet stod færdigt i 1936.
Zāle vandt konkurrencen om udformningen af Frihedsmonumentet og opførslen begyndte i 1931. Til dette ensemble af værker arbejdede Zāle sammen med arkitekten Ernests Štālbergs. Frihedsmonumentet blev indviet 18. november 1935.